# Kargatskij rajon
Il Kargatskij rajon è un rajon (distretto) dell'oblast' di Novosibirsk, nella Russia siberiana sudoccidentale. Il capoluogo è la città di Kargat.